# Torymus zabriskii
Torymus zabriskii is een vliesvleugelig insect uit de familie Torymidae. De wetenschappelijke naam is voor het eerst geldig gepubliceerd in 1878 door Cresson.